# Gyalshing
Gyalshing (en hindi: गेजिंग ) es una localidad de la India, centro administrativo del distrito de Sikkim occidental, estado de Sikkim.

## Geografía
Se encuentra a una altitud de 1535 m s. n. m. a 95 km de la capital estatal, Gangtok, en la zona horaria UTC +5:30.

## Demografía
Según estimación 2010 contaba con una población de 916 habitantes.